# جام ملت‌های اروپای زنان ۲۰۱۳
مسابقات فوتبال زنان اروپا ۲۰۱۳ که به طور معمول به آن یورو ۲۰۱۳ زنان می‌گفتند. یازدهمین دوره از مسابقات فوتبال زنان اروپا بود که توسط یوفا برگزار شد. فینال این تورنومنت در کشور سوئد و از ۱۰ تا ۲۸ ژوئیه برگزار شد. این دوره از رقابتها رکورد بیشترین تعداد تماشاگر در تاریخ یورو را شکست. این بازی‌های با قهرمانی آلمان که مدافع بود برای ششمین بار پیاپی با غلبه بر تیم ملی فوتبال زنان نروژ یک بار دیگر به عنوان قهرمان این رقابتها شناخته شد.
کشور سوئد در سال ۲۰۱۰ توسط کمیته اجرایی یوفا به عنوان میزبان این رقابتها تعیین شد که معنای صعود و حضور در مسابقات به طور مستقیم بود. یازده تیم باقیمانده نیز از طریق رقابتهای انتخابی که شامل مجموع ۴۴ تیم بود از مارس ۲۰۱۱ تا اکتبر ۲۰۱۲ مشخص می‌شدند. این آخرین باری بود که رقابتها شامل دوازده تیم می‌شد. از سال ۲۰۱۷ به بعد تعداد تیم‌ها به ۱۶ تیم افزایش داده شد.

## شهرها و ورزشگاه های میزبان
این مسابقات در هفت ورزشگاه و در هفت شهر مختلف انجام شد. 
| یوتبری                                | سولنا                                               | نورشوپینگ                       |
| ------------------------------------- | --------------------------------------------------- | ------------------------------- |
| گملا اولوی                            | ورزشگاه فرندز آرنا                                  | نیا پارکن                       |
| گنجایش: ۱۶٬۶۰۰                        | گنجایش: ۵۰٬۰۰۰                                      | گنجایش: ۱۰٬۵۰۰                  |
| ۳ بازی مرحلهٔ گروهی، ۱ بازی نیمه نهایی | فینال                                               | ۳ مرحلهٔ گروهی، ۱ نیمه نهایی     |
|                                       |                                                     |                                 |
| لینشوپینگ                             | هالمستاد وکفو یوتبری سولنا کلمر نورشوپینگ لینشوپینگ | کلمر                            |
| لینشوپینگ آرنا                        | هالمستاد وکفو یوتبری سولنا کلمر نورشوپینگ لینشوپینگ | Guldfågeln Arena                |
| گنجایش: ۷٬۳۰۰                         | هالمستاد وکفو یوتبری سولنا کلمر نورشوپینگ لینشوپینگ | گنجایش: ۱۰٬۹۰۰                  |
| ۳ بازی مرحلهٔ گروهی، ۱ یک چهارم نهایی  | هالمستاد وکفو یوتبری سولنا کلمر نورشوپینگ لینشوپینگ | ۳ مرحلهٔ گروهی، ۱ یک چهارم نهایی |
|                                       | هالمستاد وکفو یوتبری سولنا کلمر نورشوپینگ لینشوپینگ |                                 |
| هالمستاد                              | هالمستاد وکفو یوتبری سولنا کلمر نورشوپینگ لینشوپینگ | وکفو                            |
| ورزشگاه اوریانس وال                   | هالمستاد وکفو یوتبری سولنا کلمر نورشوپینگ لینشوپینگ | Myresjöhus Arena                |
| گنجایش: ۷٬۵۰۰                         | هالمستاد وکفو یوتبری سولنا کلمر نورشوپینگ لینشوپینگ | گنجایش: ۱۰٬۰۰۰                  |
| ۳ مرحلهٔ گروهی، ۱ یک چهارم نهایی       | هالمستاد وکفو یوتبری سولنا کلمر نورشوپینگ لینشوپینگ | ۳ مرحلهٔ گروهی، ۱ یک چهارم نهایی |
|                                       | هالمستاد وکفو یوتبری سولنا کلمر نورشوپینگ لینشوپینگ |                                 |

=